# Стрельцов, Василий Емельянович
Василий Емельянович Стрельцов (укр. Василь Омелянович Стрельцов; 27 декабря 1921, село Марьевка — 12 декабря 1993, Верхнеднепровск) — украинский коммунистический деятель, организатор сельскохозяйственного производства, 1-й секретарь Верхнеднеровского райкома КПУ Днепропетровской области, Украинская ССР. Герой Социалистического Труда (1973). Лауреат Премии имени Тараса Шевченко (1983). Депутат Верховного Совета УССР 7—10 созывов.

## Биография
Родился 27 декабря 1921 года в крестьянской семье в селе Марьевка (сегодня — Синельниковский район Днепропетровской области).
С 1937 по 1939 — водитель колхоза.
В 1939 году призван в РККА. Участвовал в Великой Отечественной войне, воюя командиром взвода санитаров-носильщиков и командиром дезинфекционного взвода 1020-го стрелкового полка 269-й стрелковой дивизии 3-й армии. В 1942 году вступил в ВКП(б).
С 1946 по 1952 год — 2-й секретарь Синельниковского районного комитета ЛКСМУ Днепропетровской области, учитель, заведующий отделом Синельниковского районного комитета КП(б)У.
С 1952 по 1954 — инструктор Днепропетровского областного комитета КПУ, секретарь, 2-й секретарь Павлоградского районного комитета КПУ Днепропетровской области.
С 1954 по 1965 год — председатель исполнительного комитета Павлоградского районного совета депутатов трудящихся, 1-й секретарь Павлоградского районного комитета КПУ Днепропетровской области.
В 1957 году окончил заочное отделение Высшей партийной школы при ЦК КПСС.
С января 1965 по 1991 год — 1-й секретарь Верхнеднепровского районного комитета КПУ Днепропетровской области. В 1970 году окончил агрономический факультет Днепропетровского сельскохозяйственного института.
Избирался депутатом Верховного Совета УССР 7—10 созывов от Верхнеднепровского избирательного округа, делегатом XXIV—XXV съездов КПСС и делегатом XIII, XVI съездов КПУ.
В 1973 году удостоен звания Героя Социалистического Труда.
Скончался 12 декабря 1993 года в Верхнеднепровске.

## Награды
- Герой Социалистического Труда (1973)
- орден Ленина — дважды
- Орден Отечественной войны I степени
- Орден Отечественной войны II степени
- Орден Красной Звезды
- Заслуженный работник сельского хозяйства Украинской ССР
- Лауреат премии имени Тараса Шевченко Украинской ССР (1983) — за застройку и благоустройство Верхнеднепровска Днепропетровской области